# Tiều Túng
Tiều Túng (giản thể: 谯纵; phồn thể: 譙縱; bính âm: Qiáo Zòng) (?-413) lã một thủ lĩnh quân sự người Hán tại khu vực tỉnh Tứ Xuyên hiện nay vào thời Đông Tấn. Ông đã tự xưng là Thành Đô vương vào năm 405 và được hoàng đế Diêu Hưng của Hậu Tần phong là "Thục vương" vào năm 409. Nhà nước của ông vì thế cũng được gọi là Tây Thục. Tây Thục phối hợp cùng Hậu Tần trong các chiến dịch dọc theo Trường Giang cho đất khi nước này bị tướng Lưu Dụ của Đông Tấn tiêu diệt trong một chiến dịch vào năm 413.

## Thành lập Tây Thục
Tiều Túng đến từ quận Ba Tây (巴西, nay gần tương ứng với Nam Sung, Tứ Xuyên). Năm 405, ông là một chỉ huy quân sự cấp trung dưới quyền Mao Cừ (毛璩), thứ sử Ích Châu (益州, nay là Tứ Xuyên và Trùng Khánh) của Đông Tấn. Năm 404, quân phiệt Hoàn Huyền đã cướp ngôi vị nhà Tần từ An Đế, Mao Cừ phản ứng bằng cách huy động quân đội để sẵn sàng tiến đánh Hoàn Huyền, song Hoàn Huyền đã nhanh chóng bị Lưu Dụ lật đổ và Lưu Dụ đã khôi phục lại hoàng vị cho An Đế. Tuy nhiên, cháu trai của Hoàn Huyền là Hoàn Chân (桓振) đã chiếm được trọng thành Giang Lăng (江陵, nay thuộc Kinh Châu, Hồ Bắc) và tiếp tục phản kháng. Mao Cừ do đó vẫn tiếp tục tiến về phía đông, sẵn sàng tiến đánh Hoàng Chân. Ông ta chia quân làm hai nhánh, một do hai anh em của ông là Mao Cẩn (毛瑾) và Mao Viện (毛瑗) chỉ huy, và một do Tiếu Túng và Hầu Huy (侯暉) chỉ huy.
Tuy nhiên, binh sĩ Ích châu không hài lòng khi phải thực hiện chiến dịch đường dài này, và khi quân do Tiều Túng và Hầu Huy chỉ huy tiếp cận được Ngũ Thành Thủy Khẩu (五城水口, nay thuộc Đức Dương, Tứ Xuyên), Hầu Huy và một tướng khác là Dương Mạt (陽昩) đã âm mưu binh biến. Do Tiều Túng được coi là người có lòng tốt và thận trọng nên các bĩnh sĩ tôn kính ông, do đó Hầu Huy và Dương Mạt đã cố gắng buộc Tiếu Túng trở thành lãnh đạo của cuộc binh biến. Tiếu Túng đã từ chối và chạy trốn và khi binh lính đền gần, ông đã cố nhảy xuống sông tự vẫn nhưng đã được kéo lên. Tiếu Túng đã khẩn nài chống lại, và thậm đã cúi lạy trên mặt đất và cúi đầu trước các binh sĩ, song ông vẫn bị buộc phải "lãnh đạo" những lính binh biến. Những lính binh biến sau đó tấn công và giết chết Mao Cẩn. Khi Mao Cừ cố gắng chống lại, ông ta cùng bị đánh bại và bị giết, Mao Viện và gia tộc họ Mao cũng đều bị giết. Tiều Túng lấy tước hiệu Thành Đô vương, và lập đô tại Thành Đô, đô phủ của Ích Châu trước đó.

## Trị vì
Các sách sử truyền thống, như Tấn thư và Tư trị thông giám, ghi chép rất ít về Tiều Túng, song trong đó có viết rằng ông đã giao phó các vấn đề quan trọng về triều chính và quân sự cho anh em trai là Tiếu Minh Tử (譙明子) và hai người anh em họ là Tiều Hống (譙洪) và Tiều Đạo Phúc (譙道福).
Năm 406, Lưu Dụ cử các tướng Mao Tu Chi (毛脩之, con trai Mao Cẩn), Tư Mã Vinh Kỳ (司馬榮期), Văn Xử Mậu (文處茂), và Thời Diên Tổ (時延祖) đi đánh Tây Thục, song trên đường, Tư Mã Vinh Kỳ đã bị thuộc hạ là Dương Thừa Tổ (楊承祖) ám sát, và quân Đông Tấn buộc phải rút lui về Bạch Đế Thành. Năm 407, Mao Tu Chi đánh bại và giết chết Dương, song Lưu Dụ lại cử một tướng khác là Lưu Kính Tuyên (劉敬宣) đi đánh Tây Thục. Cũng vào khoảng thời gian này, Tiều Túng đã khuất phục làm chư hầu của hoàng đế Diêu Hưng của nước Hậu Tần. Ông cũng bí mật duy trì một mối quan hệ với thứ sử Quảng Châu (廣州, nay là Quảng Đông và Quảng Tây) của Đông Tấn, Lư Tuần (Lư Tuần về mặt chính thức là một quan lại của Đông Tấn song trên thực tế thì ông ta cai quản lãnh địa của mình một cách độc lập).
Năm 408, Tiều Túng yêu cầu Diêu Hưng đưa người anh em họ của Hoàn Huyền là Hoàn Khiêm (桓謙) đến Thành Đô, mục đích là để ông và Hoàn Khiêm có thể cùng hợp sức đánh Đông Tấn. Hoàn Khiêm tin rằng người dân ở các châu phía tây của Đông Tấn theo mình, nên đã tới Thành Đô bất chấp mối nghi ngại của Diêu Hưng về ý định của Tiều Túng, và khi Hoàn Khiêm đến Thành Đô và nhận được sự chào đón từ nhiều người, Tiều Túng đã trở nên nghi ngờ và tiến hành quản thúc tại gia đối với Hoàn Khiêm.
Cuối năm 408, Lưu Kính Tuyên đã tiến đến Hoàng Hổ (黃虎, nay thuộc Toại Ninh, Tứ Xuyên), và Tiếu Túng đã tìm kiếm trợ giúp từ Hậu Tần; Diêu Hưng cử một đội quân đến giúp ông, song cũng vào lúc này, Tiều Đạo Phúc đã có thể chống lại được bước tiến của Lưu Kính Tuyên, và sau đó hai bên lâm vào thế bế tắc trong 60 ngày, quân của Lưu Kính Tuyên cạn nguồn cung cấp lương thảo và phát bệnh, vì thế Lưu Kính Tuyên buộc phải rút lui.
Năm 409, Diêu Hưng phong cho Tiều Túng là Thục vương, và ban cho ông cửu tích.
Vào mùa thu năm 410, sau khi Lưu Dụ diệt nước Nam Yên, Lư Tuần đã nắm lấy cơ hội để chiếm thêm nhiều lãnh thổ của Đông Tấn, song sau đó đã buộc phải rút lui khi Lưu Dụ trở về từ chiến dịch diệt Nam Yên. Tiều Túng sau khi được Diêu Hưng cho phép, đã tấn công Kinh Châu (荊州, nay là Hồ Bắc và Hồ Nam) cùng với Hoàn Khiêm và tướng Cẩu Lâm (苟林) của Hậu Tần. Tuy nhiên, họ đã bị huynh đệ của Lưu Dụ là Lưu Đạo Quy (劉道規) đánh bại, Hoàn Khiêm bị giết. Tiều Túng rút lui về lãnh địa của mình, song đã chiếm được quận Ba Đông (巴東, nay gần tương ứng với Trùng Khánh).
Năm 412, Lưu Dụ cử tướng Chu Linh Thạch (朱齡石) dẫn 2 vạn quân đi đánh Tây Thục. Ông ta lệnh cho Chu Linh Thạch tiến theo một tuyến đường khác so với tuyến đường của Lưu Kính Tuyên, đó là bỏ qua Hoàng Hổ và tiến đến Thành Đô bằng tuyến đường Dân giang quanh co, song để tránh chía rẽ và tin tức lọt đến Tây Thục, Lưu Dụ cho giữ kín lệnh của mình và công khai rằng Chu Linh Thạch sẽ mở nó khi ông đến Bạch Đế Thành. Chu Linh Thạch đến Bạch Đế Thành vào mùa hè năm 413, và ông ra lệnh như lời Lưu Dụ đã nói trước đó với mình. Tiều Túng không dự đoán được điều này nên trước đó đã lệnh cho Tiều Đạo Phúc trấn thủ ở tuyến đường mà Lưu Kính Tuyên đã đi qua trước đây, tức là theo Phù Giang (涪江), và quân lính Tây Thục đóng trại tại Phù Thành (涪城, nay thuộc Miên Dương, Tứ Xuyên). Chỉ khi Chu Linh Thạch đến Bình Mô (平模, nay thuộc Lạc Sơn, Tứ Xuyên) thì một đội quân Tây Thục do Hầu Huy và Tiều Sân (譙詵) chỉ huy mới được cử đến để chặn quân Đông Tấn. Chu Linh Thạch đã tấn công và giết chết cả Hầu Huy và Tiều Sân, và sau đó bỏ tàu và tiến thẳng đến Thành Đô, trên đường tiến quân chỉ phải đương đầu với sự kháng cự yếu ớt.
Tiều Túng hay tin Chu Linh Thạch đến, đã bỏ Thành Đô và chạy trốn đến chỗ trại của Tiếu Đạo Phúc. Con gái của ông đã đề xuất rằng họ hãy tự sát trước phần mộ của tổ tiên song Tiều Túng đã từ chối. Khi ông gặp Tiếu Đạo Phúc, Tiếu Đạo Phúc đã quở trách ông vì đã bỏ Thành Đô và vứt thanh kiếm của mình về phía Tiều Túng. Tiều Túng chạy trốn song tin rằng mình không thể thoát nên đã tự sát bằng cách treo cổ. Tiều Đạo Phúc tiếp tục kháng cự song quân lính của ông đã sụp đổ, và ông bị Chu Linh Thạch bắt được và giết chết. Tây Thục diệt vong.